# Worth (Hülscheid)
Worth ist ein Ortsteil der Gemeinde Schalksmühle im Märkischen Kreis im Regierungsbezirk Arnsberg in Nordrhein-Westfalen (Deutschland).

## Lage und Beschreibung
Der Wohnplatz liegt direkt an der Bundesautobahn 45 bei Anschlussstelle Lüdenscheid-Nord am Oberlauf der Sterbecke. Eine Zufahrt bindet den Ort an die Landesstraße 692 an.
Nachbarorte auf dem Gemeindegebiet sind Sterbecke, Heedfeld, Eichholz, Amphop, Kuhlenkeppig, Schnarüm, Gelstern, Rehweg, Vormwald und Wersbecke. Worth grenzt südlich an den 18-Loch-Golfplatz des Golfclubs Gelstern.

## Geschichte
Worth wurde in der zweiten Hälfte des 19. Jahrhunderts errichtet und war Teil der Gemeinde Hülscheid im Amt Lüdenscheid im Kreis Altena. Der Ort ist ab der Preußischen Neuaufnahme von 1892 auf Messtischblättern der TK25 als Worth verzeichnet.
Die Gemeinde- und Gutbezirksstatistik der Provinz Westfalen führt 1871 den Ort als Etablissement mit einem Wohnhaus und sechs Einwohnern auf. Das Gemeindelexikon für die Provinz Westfalen von 1887 gibt für Worth eine Zahl von vier Einwohnern an, die in einem Wohnhaus lebten. 1895 besitzt der Ort ein Wohnhaus mit neun Einwohnern, 1905 werden ebenfalls ein Wohnhaus und neun Einwohner angegeben.
1969 wurden die Gemeinden Hülscheid und Schalksmühle zur amtsfreien Großgemeinde (Einheitsgemeinde) Schalksmühle im Kreis Altena zusammengeschlossen und Worth gehört seitdem politisch zu Schalksmühle, das 1975 auf Grund des Sauerland/Paderborn-Gesetzes Teil des neu geschaffenen Märkischen Kreises wurde.
1971 wurde die direkt am Ort vorbeitrassierte Bundesautobahn 45 mit der Anschlussstelle Lüdenscheid-Nord eröffnet.